# Josef Dolezal
Josef Dolezal, född 12 december 1920 i Příbram, död 28 januari 1999 i Prag, var en tjeckoslovakisk friidrottare.
Dolezal blev olympisk silvermedaljör på 50 kilometer gång vid sommarspelen 1952 i Helsingfors.